# Davide Bombardini
Davide Bombardini (Faenza, 21 giugno 1974) è un ex calciatore italiano, di ruolo centrocampista.

## Biografia
Dalla relazione con Giorgia Palmas ha avuto, il 15 luglio 2008, una figlia, Sofia.
Coinvolto nell'inchiesta del calcioscommesse, il 26 luglio 2012 viene deferito dal procuratore federale Stefano Palazzi per illecito sportivo nella partita AlbinoLeffe-Siena del  2010-2011. Il 1º agosto Palazzi richiede per lui una squalifica pari a tre anni e sei mesi. ma il 10 agosto in primo grado la Commissione Disciplinare lo condanna a 6 mesi di squalifica (reato derubricato da illecito sportivo a omessa denuncia).
Il 22 agosto gli viene confermata la squalifica.
Il 9 febbraio 2015 la Procura di Cremona termina le indagini e formula per lui e altri indagati le accuse di associazione a delinquere e frode sportiva.
Nel 2023 è stato condannato a 6 mesi, con pena sospesa, per esercizio arbitrario delle proprie ragioni.

## Caratteristiche tecniche
Di ruolo trequartista, al Bologna ha talvolta ricoperto il ruolo di terzino sinistro, schierato in quel ruolo dal mister Daniele Arrigoni nella stagione 2008-2009.

## Carriera
Iniziò la carriera nell'Imola (13 presenze nell'Interregionale) nella stagione 1991-1992 conquistando lo stesso anno la promozione in Serie D. Nel 1993 venne acquistato dal Pisa (Serie B, 4 presenze), nella stagione successiva (1994-1995) passò al Castel di Sangro in Serie C2 (3 presenze).
Nel 1996 tornò nei Dilettanti con il Lanciano (23 presenze, 4 gol). L'anno dopo ci fu l'ennesimo trasferimento, questa volta a Benevento (Serie C1) dove collezionò 32 partite e 5 gol. La stagione dopo (1997-1998) lo acquistò la Reggina (Serie B), ma dopo sole 6 presenze venne mandato a farsi le ossa ancora in Serie C1 all'Atletico Catania (26 partite, 2 gol).
Il campionato 1998-1999 segnò il suo ritorno alla Reggina (13 presenze) e la successiva cessione nel mercato di gennaio all'Acireale (13 presenze, 1 gol Serie C1). Nel 1999 tornò in Sicilia, questa volta con la maglia del Palermo in Serie C1 (41 partite e 8 gol in due stagioni), conquistando nel 2001 la promozione in Serie B (33 partite e 7 gol).
Nel 2002-2003 fece il salto di qualità e di categoria passando alla Roma per 11 milioni di euro. Con i giallorossi esordì in Serie A il 5 ottobre 2002 nella partita vinta contro l'Udinese (4-1). Dopo una sola stagione trascorsa da comprimario (solo 8 le presenze in Serie A), dal 2003 al 2005 militò nella Salernitana in B (4 gol in 58 partite), lasciandola dopo il fallimento a fine stagione. Nell'estate del 2005 passò all'Atalanta in Serie B, contribuendo alla vittoria del campionato 2005-2006 con 25 partite all'attivo e una rete segnata. L'anno successivo in Serie A giocò 23 partite segnando 2 reti.
Nell'estate 2007 venne ceduto a titolo definitivo al Bologna, con la quale ottenne la promozione in Serie A nella stagione 2007-2008. Nella partita Bologna-Siena dell'11 aprile 2009 si infortunò procurandosi una frattura al malleolo sinistro che lo costrinse a stare fuori dai campi di gioco nel finale di stagione. Il 1º febbraio 2010 l'AlbinoLeffe ne ufficializzò l'acquisto, facendogli sottoscrivere un contratto fino al 30 giugno 2011. Chiuse la prima stagione all'AlbinoLeffe con 13 presenze ed un gol.
Il 21 marzo 2011 ricevette dal giudice sportivo una squalifica di otto giornate (poi ridotta a cinque) per aver spinto l'arbitro durante la partita contro il Portogruaro di due giorni prima rivolgendogli anche frasi ingiuriose dopo l'espulsione rimediata per simulazioni e proteste successive al cartellino giallo. Terminò la seconda stagione in squadra con 23 presenze e 2 gol in campionato, 2 presenze nei play-out contro il Piacenza che decretarono la salvezza della sua squadra, ed una partita di Coppa Italia. Scaduto il contratto con i seriani, si ritirò dal calcio giocato.

## Statistiche

### Presenze e reti nei club
| Stagione           | Squadra            | Campionato         | Campionato | Campionato | Coppe nazionali | Coppe nazionali | Coppe nazionali | Coppe continentali | Coppe continentali | Coppe continentali | Altre coppe | Altre coppe | Altre coppe | Totale | Totale |
| Stagione           | Squadra            | Comp               | Pres       | Reti       | Comp            | Pres            | Reti            | Comp               | Pres               | Reti               | Comp        | Pres        | Reti        | Pres   | Reti   |
| ------------------ | ------------------ | ------------------ | ---------- | ---------- | --------------- | --------------- | --------------- | ------------------ | ------------------ | ------------------ | ----------- | ----------- | ----------- | ------ | ------ |
| 1991-1992          | Imola              | Int.               | 13         | 0          | CI-Dil.         | ?               | ?               | -                  | -                  | -                  | -           | -           | -           | 13     | 0      |
| 1992-1993          | Imola              | Ecc.               | 26         | 0          | CI-Dil.         | 1+              | ?               | -                  | -                  | -                  | -           | -           | -           | 26     | 0      |
| Totale Imola       | Totale Imola       | Totale Imola       | 39         | 0          |                 | 1+              | ?               |                    | -                  | -                  |             | -           | -           | 40+    | ?      |
| 1993-gen. 1994     | Pisa               | B                  | 4          | 0          | CI              | 1               | 0               | -                  | -                  | -                  | -           | -           | -           | 5      | 0      |
| gen.-giu. 1994     | Cesena             | B                  | 0          | 0          | CI              | -               | -               | -                  | -                  | -                  | -           | -           | -           | 0      | 0      |
| 1994-1995          | Castel di Sangro   | C2                 | 3          | 0          | CI-C            | ?               | ?               | -                  | -                  | -                  | -           | -           | -           | 3      | 0      |
| 1995-1996          | Lanciano           | CND                | 23         | 4          | CI-Dil.         | ?               | ?               | -                  | -                  | -                  | -           | -           | -           | 23     | 4      |
| 1996-1997          | Benevento          | C2                 | 32+3       | 5+0        | CI-C            | ?               | ?               | -                  | -                  | -                  | -           | -           | -           | 35     | 5      |
| ago-ott. 1997      | Reggina            | B                  | 6          | 0          | CI              | 1               | 0               | -                  | -                  | -                  | -           | -           | -           | 7      | 0      |
| ott. 1997-1998     | Atletico Catania   | C1                 | 26+2       | 2+0        | CI-C            | ?               | ?               | -                  | -                  | -                  | -           | -           | -           | 28     | 2      |
| 1998-gen. 1999     | Reggina            | B                  | 13         | 0          | CI              | 3               | 1               | -                  | -                  | -                  | -           | -           | -           | 16     | 1      |
| Totale Reggina     | Totale Reggina     | Totale Reggina     | 19         | 0          |                 | 4               | 1               |                    | -                  | -                  |             | -           | -           | 23     | 0      |
| gen.-giu. 1999     | Acireale           | C2                 | 13         | 1          | CI-C            | -               | -               | -                  | -                  | -                  | -           | -           | -           | 13     | 1      |
| 1999-2000          | Palermo            | C1                 | 30         | 2          | CI+CI-C         | 5+0             | 1               | -                  | -                  | -                  | -           | -           | -           | 35     | 3      |
| 2000-2001          | Palermo            | C1                 | 31         | 6          | CI-C            | 3               | 2               | -                  | -                  | -                  | -           | -           | -           | 34     | 8      |
| 2001-2002          | Palermo            | B                  | 33         | 7          | CI              | 2               | 1               | -                  | -                  | -                  | -           | -           | -           | 35     | 8      |
| Totale Palermo     | Totale Palermo     | Totale Palermo     | 94         | 15         |                 | 10              | 4               |                    | -                  | -                  |             | -           | -           | 104    | 19     |
| 2002-2003          | Roma               | A                  | 8          | 0          | CI              | 2               | 0               | UCL                | 3                  | 0                  | -           | -           | -           | 13     | 0      |
| 2003-2004          | Salernitana        | B                  | 26         | 1          | CI              | 0               | 0               | -                  | -                  | -                  | -           | -           | -           | 26     | 1      |
| 2004-2005          | Salernitana        | B                  | 33         | 3          | CI              | 5               | 0               | -                  | -                  | -                  | -           | -           | -           | 38     | 3      |
| Totale Salernitana | Totale Salernitana | Totale Salernitana | 59         | 4          |                 | 5               | 0               |                    | -                  | -                  |             | -           | -           | 64     | 4      |
| 2005-2006          | Atalanta           | B                  | 25         | 1          | CI              | 1               | 0               | -                  | -                  | -                  | -           | -           | -           | 26     | 1      |
| 2006-2007          | Atalanta           | A                  | 23         | 2          | CI              | 3               | 0               | -                  | -                  | -                  | -           | -           | -           | 26     | 2      |
| Totale Atalanta    | Totale Atalanta    | Totale Atalanta    | 48         | 3          |                 | 4               | 0               |                    | -                  | -                  |             | -           | -           | 52     | 3      |
| 2007-2008          | Bologna            | B                  | 30         | 3          | CI              | 2               | 0               | -                  | -                  | -                  | -           | -           | -           | 33     | 3      |
| 2008-2009          | Bologna            | A                  | 22         | 0          | CI              | 1               | 0               | -                  | -                  | -                  | -           | -           | -           | 23     | 0      |
| 2009-gen. 2010     | Bologna            | A                  | 9          | 0          | CI              | 0               | 0               | -                  | -                  | -                  | -           | -           | -           | 9      | 0      |
| Totale Bologna     | Totale Bologna     | Totale Bologna     | 61         | 3          |                 | 3               | 0               |                    | -                  | -                  |             | -           | -           | 64     | 3      |
| gen.-giu. 2010     | Albinoleffe        | B                  | 13         | 1          | CI              | -               | -               | -                  | -                  | -                  | -           | -           | -           | 13     | 1      |
| 2010-2011          | Albinoleffe        | B                  | 24+2       | 2+0        | CI              | 1               | 0               | -                  | -                  | -                  | -           | -           | -           | 27     | 2      |
| Totale Albinoleffe | Totale Albinoleffe | Totale Albinoleffe | 37+2       | 3+0        |                 | 1               | 0               |                    | -                  | -                  |             | -           | -           | 39     | 3      |
| Totale carriera    | Totale carriera    | Totale carriera    | 466+7      | 40+0       |                 | 26              | 5               |                    | 3                  | 0                  |             | -           | -           | 502    | 45     |

## Palmarès
- Coppa Italia Dilettanti: 1

Imolese: 1992-1993 (Fase Eccellenza)
- Campionato italiano Serie C1: 1

Palermo: 2000-2001
- Campionato italiano di Serie B: 1

Atalanta: 2005-2006